# زفاف الملك فاروق والملكة فريدة

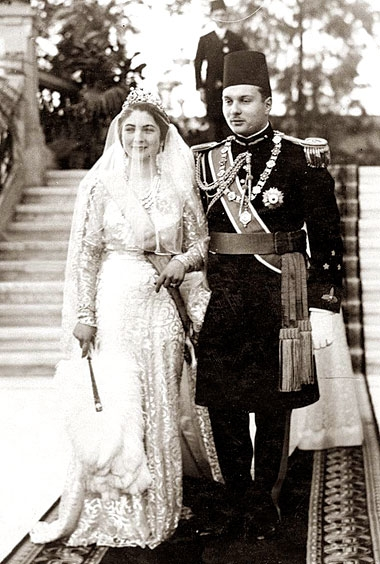
زفاف الملك فاروق من الملكة فريدة

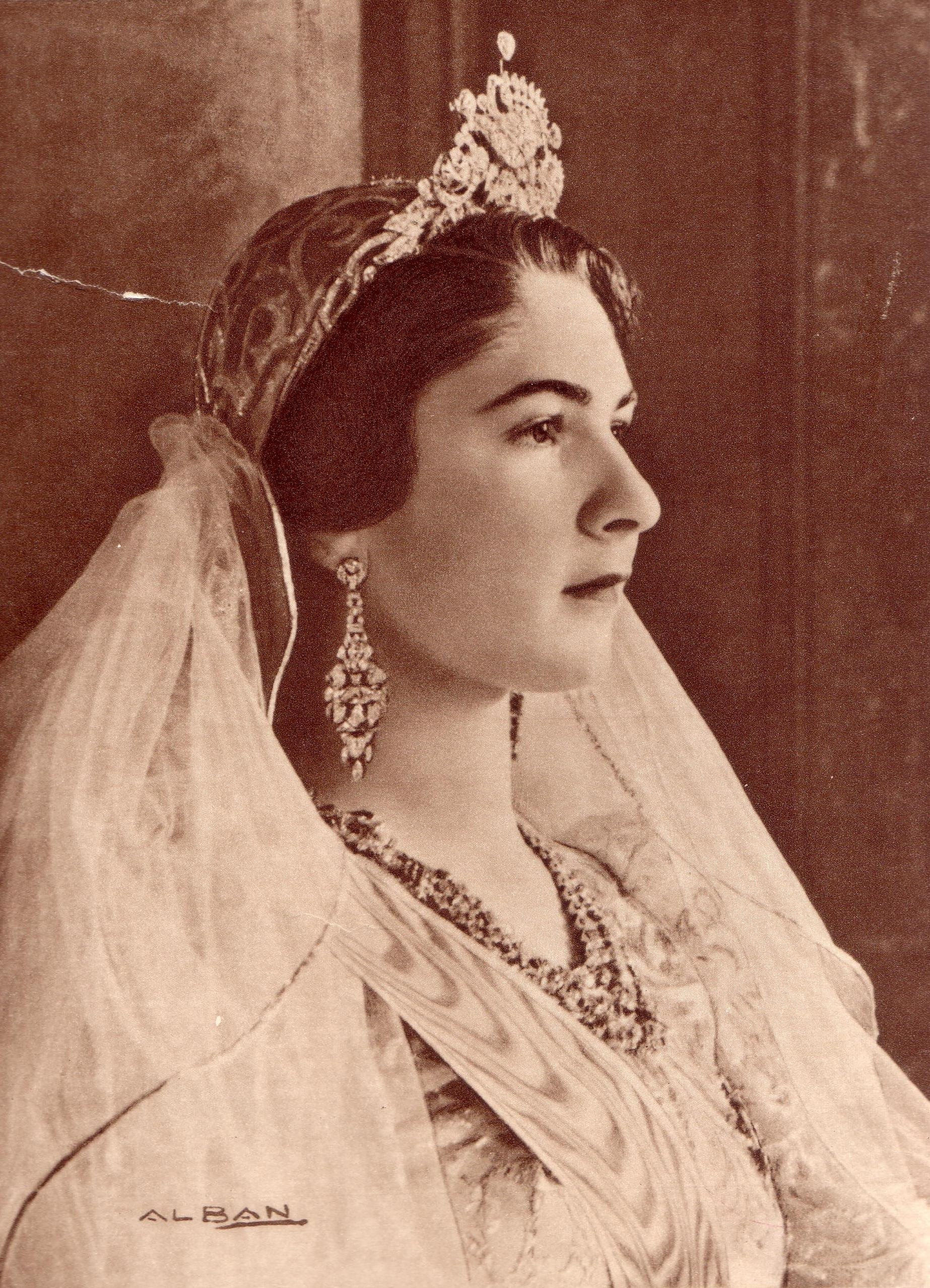
الملكة فريدة

كان حفل زفاف الملك فاروق والملكة فريدة يوم الخميس 20 يناير سنة 1938، حيث تم عقد القران بقصر القبة. استمرت الاحتفالات الرسمية ثلاثة أيام وثلاث ليالٍ،  وأقيم حفل زفاف الملك فاروق الأول - ابن الثامنة عشر الذى عاد لتوه من أوروبا بسبب وفاة والده الملك فؤاد - من صافيناز ذو الفقار ابنة وصيفة الملكة نازلى أم الملك التي أصبحت فيما بعد الملكة فريدة. .

## احتفال الأيام الثلاثة

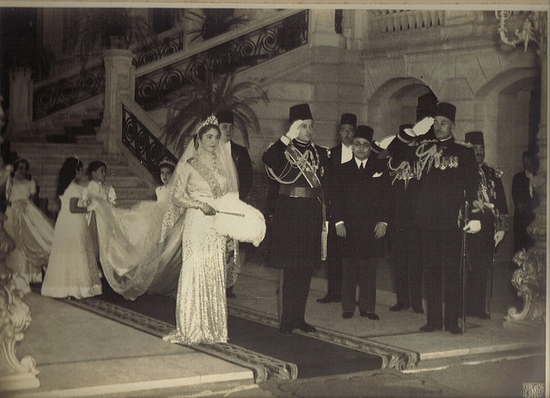
وصول فريدة إلى قصر القبة وفاروق في انتظارها، ثم خرجا ليستقبلا ضيوف حفل الزفاف بقصر القبة.
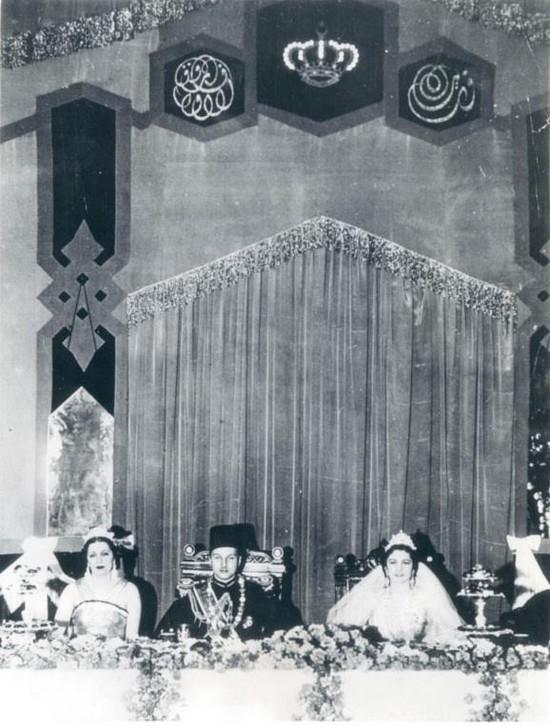
الملك فاروق والملكة فريدة في قصر القبة على المائدة الملكية
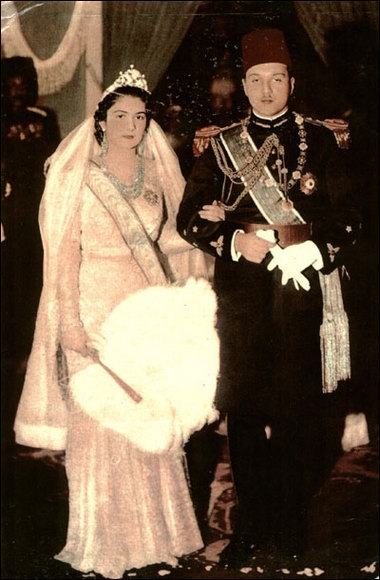
الصورة الرسمية للزفاف.
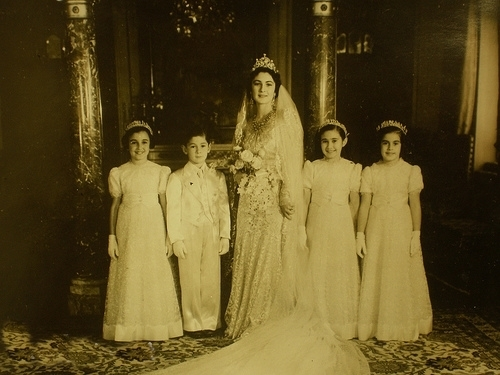
الملكة فريدة في ثوب الزفاف.

### اليوم الأول

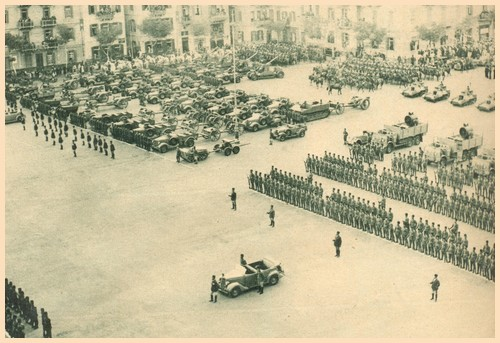
الأربعاء 19 يناير 1938 طلبة الأزهر والمعاهد الدينية تهتف للملك أمام قصر عابدين والملك يطل عليهم من الشرفة الملكية

حفل ساهر في اليوم الأول في قصر القبة مساء الخميس 20 يناير وحضره أعضاء الأسرة المالكة وأسرة فريدة والنبلاء والأمراء ورؤساء الوزارات والسفراء وكبار رجال الدولة. كانت الموسيقى في كل أنحاء القصر، والضباط والجنود بملابسهم الزرقاء، وحضر الحفل أم كلثوم وعبد الوهاب.
في المساء كان الاحتفال بعقد القران، وكان والدها يوسف ذو الفقار المستشار بمحكمة الاستئناف وكيلًا للعروس والشيخ مصطفى المراغي الإمام الأكبر وشيخ الأزهر والشيخ الجداوي رئيس محكمة مصر الشرعية وعمها سعيد ذو الفقار وعلي ماهر باشا كشاهدين على العقد.

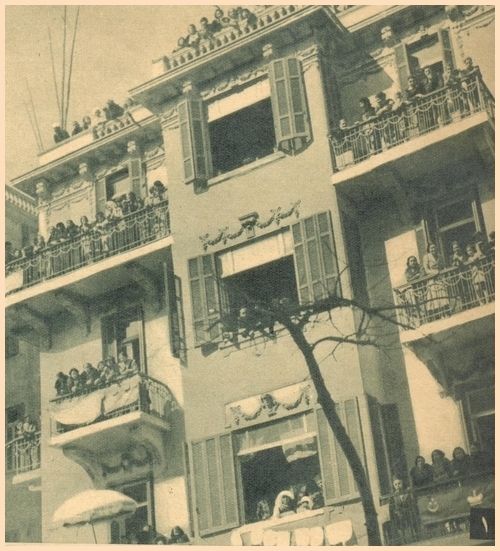
الشرفات وقد امتلات بأصحابها في طريق موكب الزهور يوم زفاف الملك فاروق والملكة فريدة

### ليلة الحنة
جاءت فرقة شعبية إلى مصر الجديدة وقفت أمام القصر في الليلة السابقة يوم 19 يناير 1937 قبل عقد القران وهذه عادة لدى المصريين ويسمونها ليلة الحنة والأغاني والمواويل والرقصات وألعاب الفروسية. أمّا قصر ألفريد بك شماس كانت تسبح فيه الأنوار من كل جوانبه الداخلية والخارجية، زينت أسوار القصر بعناقيد اللمبات الكهربائية كذلك جدران القصر وفي الداخل كان النجف وأضواؤه يحول الليل لنهار. بالإضافة لأصحاب القصور المجاورة قد زينوا قصورهم المحيطة.

## احتفالات الدولة

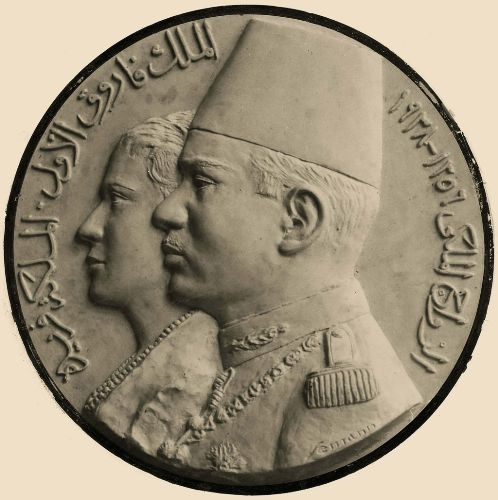
عملة تذكارية بمناسبة الزواج الملكي بين الملكة فريدة والملك فاروق

صدرت طوابع البريد والعملة التذكارية بمناسبة الزواج لكي يستطيع الشعب الاحتفاظ بتذكارات عقد القران والزفاف.

## صدى الزواج كما نشرته الصحف المحلية والعالمية

### جريدة الأهرام المصرية

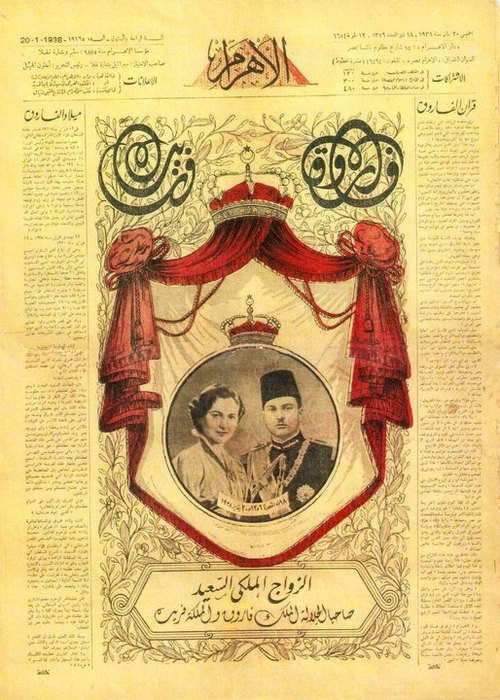
الصفحة الأولي من جريدة الأهرام عدد 20 يناير 1938

في يوم عقد القران خرجت صحف القاهرة تتحدث عن الزينات والاحتفالات التي تعبر عن حب الشعب لمليكه وملكته من خلال الأهرام الصادرة يوم 20 يناير سنة 1938. تصف جريدة الأهرام هذا الحدث وتقول: «تجلت القاهرة ليلة أمس في زيناتها الرائعة مزهوة بالعيد الذي تستقبله اليوم في فرح وحبور»
في يوم الجمعة 21 يناير سنة 1938، جاء بصدر صحيفة الأهرام وصف يوضح مدى الجب الذي يكنه الشعب لفاروق وسعادة الشعب بهذا الزواج. تقول في مقالها الافتتاحي: «أشرقت الشمس بنور ربها، وازدهر الكون بفرح وليه واحتفلت الطبيعة بعرس أجمل ما فيه...من أجل هذا كان سرور الأمة البالغ بزواج الفاروق مظهرًا من مظاهر الولاء لذاته والتيمن بشخصه والدعاء إلى الله أن يجعل طلعته مقرونة بالفوز وأيامه حافلة بالنصر والتأييد.»

### الصحف الفرنسية
ذكرت صحيفة الأهرام أن الصحف في باريس نشرت صباح يوم 19 يناير 1938 بيانات عن برنامَج مهرجان الزفاف الملكي، كما نشرت الصحف الفرنسية في الوقت نفسه صور كثيرة لفاروق وعروسه فريدة.
ونشرت جريدة بارى ميدي الفرنسية مقالًا تحت عنوان غدا ترقى فريدة ذو الفقار سلم العرش الذي تبواته كليوبترا. كما نشرت جريدة سكتسمان الفرنسية مقالا بعنوان فتاة مصرية صميمة قالت: «أن الآنسة فريدة تمثل في كثير من الوجوه الأنوثة المصرية القديمة في بلادها وهي جميلة تليق كزوجة للملك فاروق وتقدم أطيب تمنياتها إلى فاروق الذي يميز بين الحق والباطل وإلى الآنسة صافيناز ومعنى الأسم الرشاقة والطهر والجمال والتي ستعرف باسم الملكة فريدة ومعنى الاسم أنها فريدة وهو في الواقع اسم على مسمى، لأنها ستشغل مزكزًا فريدًا فهي في السادسة عشرة من عمرها ستكون أصغر مكة في العالم المتمدن»

### تهنئة الجالية المصرية في محطة الإذاعة في لندن
نوهت الإذاعة العربية بلندن بالمناسبة السعيدة وأذيعت كلمة عبد الرحمن حقي بك القائم بأعمال السفارة المصرية كلمة باللغة العربية وذكر فيها أن المصريين يشعرون بارتباط كبير لأن فاروق اختار ملكتهم من بين رعاياه المخلصين. وهنأ عبد الرحمن حقي بك قائلًا: «إنني أثق من أن المسلمين في جميع البلدان العربية يشاركون الشعب المصري أفراحه وأود أن أُعرب عن شكرنا لأصدقائنا وحلفائنا البريطانيين على ما أظهروا من الاهتمام الكبير بهذا الحادث السعيد»

### جريدة الديليغراف
نشرت رسالة أشارت فيها إلى حفلة الاستقبال التي ستقام بدار السفارة المصرية لأفراد الجالية المصرية بلندن ابتهاجًا بالقران الملكي.

### الصحف المسائية بلندن

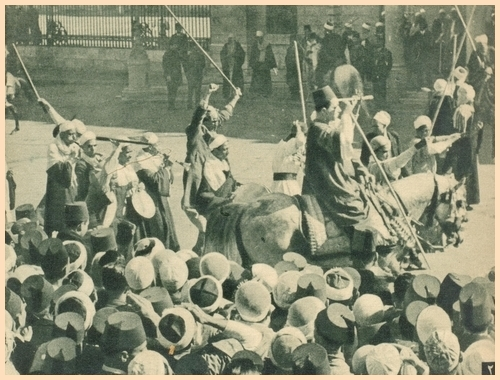
بعض أبناء الصعيد يلعبون بالعصا وحولهم الجموع المبتهجة

نشرت الصحف البريطانية بتاريخ 19 يناير وصفا للمهرجان وأعمال الفروسية التي قام بها المواطنون بمدينة القاهرة ابتهاجًا بالزواج .
وقد أظهرت صحف لندن اهتمامًا كبيرًا بالزواج الملكي ونشرت كثيرًا من الصور الفوتوغرافية ومقالات طويلة عن فاروق وخطيبته والعادات المصرية الخاصة بالزواج وفستان العروس وتعليم المرأة المصرية وأعمالها الجليلة وغير ذلك.

## أفراح الأمة
كانت الإسكندرية في ليلة الزفاف من أجمل مدن الجمهورية فقد انتشرت الزينات في كل أرجائها وتحلت الشوارع بالرايات وزينت مركبات الترام بالأزهار والرايات. وتحلت الدوائر الرسمية بصور فاروق وفريدة وخرج الأهالي في جماعات كبيرة إلى الميادين لسماع ما يذاع من أنباء حفلات الزفاف من محطات الإذاعة. وخرجت مواكب الكشافة الوطنية والأجنبية وفرق المرشدات تسير في الشوارع المركزية تتقدمها مجموعات من الفرسان بموسيقاها العسكرية وشاركهم محافظ العاصمة وحكمدار البوليس وكبار الضباط. كما فتحت أبواب قصر التين لوفود المهنئين من جموع مواطني الإسكندرية وسجلت الوفود أسمائهم في سجل التشريفات الذي أُعد لهذه المناسبة. وأرسل علماء الإسكندرية برقية إلى كبير أمناء القصر الملكي بهذه المناسبة جاء فيها: «في الساعة التي توجت الأيام بأكاليل الفخر وجمعت زينة النيسجان وفريدة العصر وشمل السرور كل من أظلته سماء مصر، اجتمع شيخ معهد الإسكندرية وعلماؤه وموظفوه وطلابه بسراي قصر التين العامرة ليرفعوا إلى السيدة الملكية الكريمة أسمى التهاني وأجل الأماني مرددين مع خير المرسلين دعاءه المأثور. بارك الله لك وبارك عليه وجمع بينكما في خير»

## تهاني أعلام الدولة

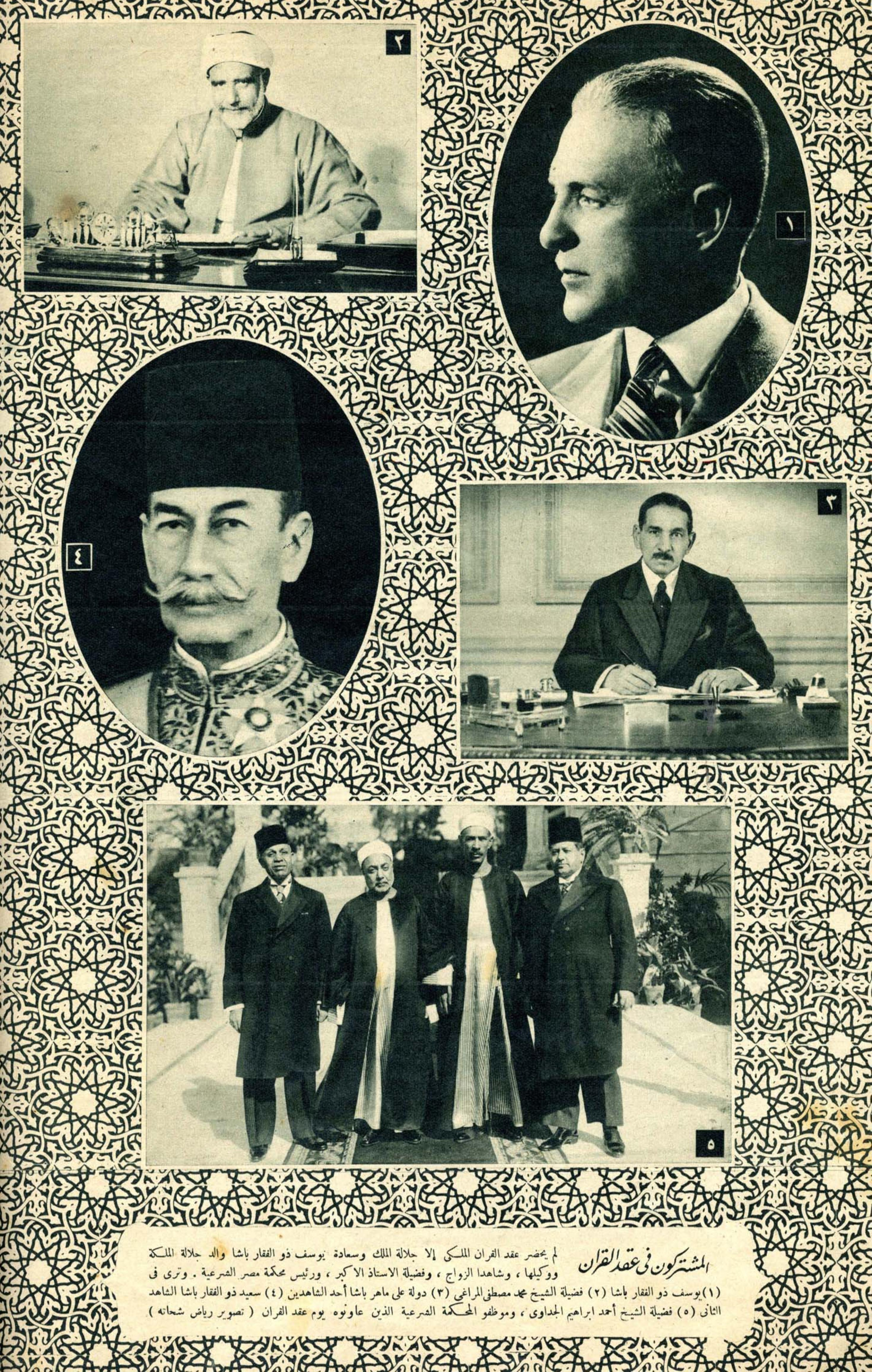
غلاف عدد سنة 1939 من مجلة المصور للشهود على عقد زواج الملك فاروق والملكة فريدة.

### محمد مصطفى المراغي
تهنئة محمد مصطفى المراغي شيخ الجامع الأزهر آنذاك جاء فيها: «وانا اسأل الله سبحانه وتعالى أن يحف هذا القران السعيد بالبركات وأن يحقق به أطيب الثمرات وأن يديم لحضرتي صاحبي الجلالة نعمة السعادة والهناء والتوفيق إنه سميع مجيب»

### مصطفى النحاس
أمّا عن تهنئة مصطفى النحاس رئيس حزب الوفد المصري في ذلك الوقت فقد كتب فيها: «ان هذا القران الملكي السعيد- هو أول زفاف ملكي في مصر الحديثة المستقلة- كان فرصة للشعب المصري الوفي الكريم، ليظهر فيه بجميع هيئاته وطبقاته ما تكنه قلوبه من الاخلاص الشامل والولاء الأكيد لمليكه الدستوري المحبوب، وفي مقدمته الوفد المصري ورئيسه والوفديون الثابتون المخلصون، وهم الغالبية الساحقة من الأمة. وجميعهم في أفراحهم العامة ما برحوا يبتلهون إلى الله العلي القدير أن يجعل هذا القران السعيد طالع سعد للمليكين المحبوبين، يحفهما التوفيق والهناءة والخلف الصالح، وللأمة الكريمة يفيض عليها الخير والاسعاد بالقضاء على الدسائس الدنيئة لصالح البلاد»

## نص دعوة عقد القران الملكي التي وجهها كبير الأمناء

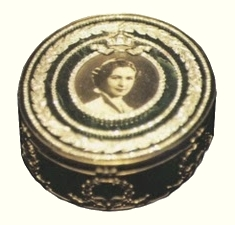
بونبونيرة الزواج التي كانت توزع على الحضور عليها صورة الملكة فريدة

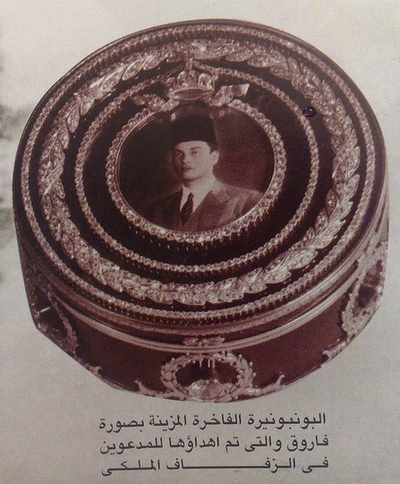
هدية الزفاف التي توزع على الحضور عليها صورة الملك فاروق

وهذا ما جاء بالوثائق الخاصة بعقد القران في تلك الفترة.

## فستان الزفاف
ارتدت فريدة فستانًا صنع خصيصًا في باريس من الخيوط الفضية والدانتيلة الفرنسية الجميلة وبأكمام طويلة وذيل قصير صنعه أشهر محل أزياء بباريس في ذلك الوقت وهو محل ورث. وكذلك ارتدت ماثيو من قماش خفيف مفضض تكون منه الذيل الذي بلغ طوله 15 قدمًا ومغطى بالتل الخفيف.

## كعكة القران
أقيم حفل عقد القران بقصر القبة يوم الخميس 20 يناير سنة 1938، وكانت كعكة القران طولها خمس أمتار ووضعت على المائدة الملكية التي أقيمت مساء الخميس بقصر القبة.

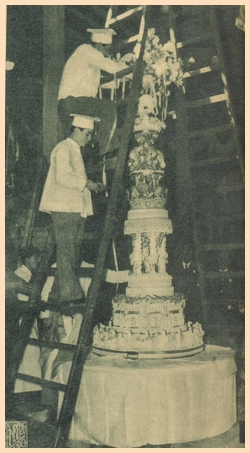
كعكة القران الملكي التي إزدانت بها المأدبة الملكية التي أقيمت ليلة العرس في قصر القبة ، يبلغ طولها خمسة أمتار وهي من صنع الحلواني إبراهيم على يوسف

## قائمة طعام العشاء

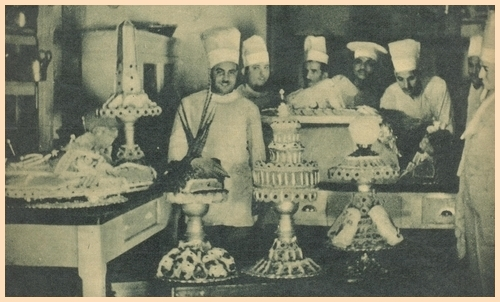

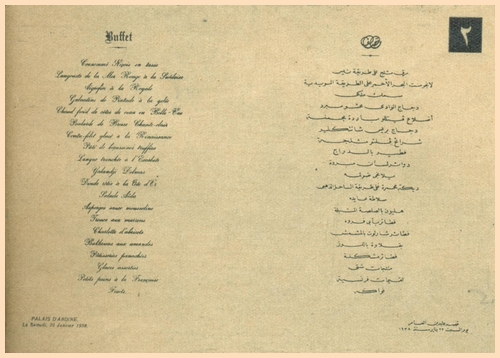

أما حفل سراي عابدين فقد كان ذلك يوم السبت 22 يناير 1937 وهذه هي قائمة الطعام في ذلك الحفل الملكي:
1. مرق مثلج على طريقة نيس
2. ديكة محمرة على طريقة الساحل الذهبي
3. لانجهسنت البحر الأحمر على الطريقة السويدية
4. سمك ملكي
5. دجاج الوادي محشو مبرد
6. أضلاع فلتو بردة محمرة
7. شرائح فلتو مثلجة
8. فطير الدراج
9. دوائر لسان مبردة
10. يلنجى ضلمة
11. سلاطة عايدة
12. هليون يالصلصة المتبلة
13. فطائر بأبي فروة
14. بقلاوة باللوز
15. فطائر مشكلة
16. مثلجات شتى
17. لقمات فرنسية
18. فواكه

وفي نهاية القائمة كتب الآتي:
| زفاف الملك فاروق والملكة فريدة | قصر عابدين العامر/ يوم السبت الموافق 22 يناير سنة 1937 م. | زفاف الملك فاروق والملكة فريدة |

## هدايا الزواج

### هدية فاروق لعروسه
قدّم فاروق لفريدة عقدًا ثمينًا من الماس النادر من ثلاث أفرع من الماس الأبيض وتنتهي الأفرع من ناحيتين بمساكتين نادرتين من الماس وكان هذا العقد معروضًا في معرض باريس الدولي للمجوهرات وكان أندر المعروضات جميعًا في هذا المعرض الدولي.

### هدايا الأسرة المالكة
كذلك أهدتها الملكة نازلي هدية عقد القران عبارة عن تاج مرصع وفي وسطه زمردة نادرة وفي أعلى التاج ماسة ثمينة برسم قلب.
كذلك قام أعضاء الأسرة المالكة في تقديم هدية بهذه المناسبة وشاركوا جميعًا في تقديم هذه الهدية وهي عباره عن صنية وكوبين من الذهب الخالص وتزينت جوانب الصنية بالماس ونقش في وسطها التاج الملكي واسم فاروق.بالإضافة إلى نقاب نادر أهداه الأير محمد علي إلى العروس فريدة.
كذلك قام كل أمير وأميرة بتقديم هدية شخصية باسمه.

### هدايا رؤساء وملوك الدول العربية والأجنبية
وكذلك قُدِّم لفاروق سيارة مرسيدس فخمة أهداها الهرهيتلر إلى فاروق.
وهدية من النمسا عبارة عن مجموعة من التماثيل تمثل الفرسان النمساويين بأقربائهم في القرن الثامن عشر وتلقى فاروق هدية من ملك إيطاليا عبارة عن تمثال تاريخي من البرونز لأمير إيطالي من أمراء القرن السابع عشر. وقدم الملك جورج ملك إنجلترا بندقيتا صيد فخمتان  وكانت هدية ملك اليونان عبارة عن تمثال من البرونز الملون بلون التمثال الحقيقي المحفوظ في متاحف أثينا؛ وهو للملكة المصرية برينيس إحدى ملكات البطالمة. علاوة على بعض الهدايا من الملوك العرب كان أغلبها خيول عربية أصيلة من ملك الأردن وملك المملكة العربية السعودية.

## شهر العسل
في يوم الاثنين 24 يناير 1937 غادر الجمهور العاصمة بكل أفراحها وحشودها وجماهيرها وقصدوا قصر أنشاص أو كما يسميه فاروق كوخ الحب الملكي. وهو قصرًا كبيراً فخمًا تحيطه الأشجار والأزهار والورود والمساحات الخضراء الشاسعة والنباتات النادرة. ونقش على بوابة القصر الضخمة المشغولة من الحديد الحرفان الأولان من أسميهما بارزان باللغة الإنجليزية (F.F). كذلك أمام القصر كانت تقف على سطح الماء باخرة ذهبية ملكية راسية على الشاطئ. استمرت رحلتهما أسبوعين.

## اقرأ أيضًا
- فريدة ملكة مصر القرينة
- فاروق الأول ملك مصر